# Markó László (orvos)
Markó László (Rozsnyó, 1848. augusztus 7. – Miskolc, 1918. április 10.) orvos, Borsod vármegye főorvosa.

## Élete
Rozsnyón született a család hat gyermeke közül másodikként. Apja Markó Pál (1817–1888), a rozsnyói bőrgyár résztulajdonosa és igazgatója, anyja a miskolci Balajthy Borbála (1824–1894) volt. 1855-ben költöztek Miskolcra, de kapcsolatuk a Felvidékkel ezután is fennmaradt. A fiú az iskoláit Miskolcon kezdte, majd Késmárkon és Rozsnyón fejezte be. Orvosi tanulmányait 1866-ban a Bécsi Egyetemen kezdte, az első és a negyedik évet Bécsben, a másodikat és a harmadikat Pesten járta. Orvosdoktori diplomáját 1872-ben szerezte meg. Ezt követően két évig az egyetem I. sebészeti tanszékén, Dumreicher tanár mellett volt műtősnövendék, 1874-ben itt szerezte meg sebészi és szülészmesteri szakvizsgáját.
1874-ben hazatért Miskolcra, ahol 1878-ig praktizált. Bosznia annektálásakor tartalékos katonaorvosként vett részt a megszállásban, és ottani élményeit Boszniai levelek címen adta közre a Borsod-Miskolczi Értesítő című lapban. 1879-ben – Kun Tamás távozása után – Borsod vármegye főorvosa lett. E tisztségéről tíz év után, 1889-ben mondott le, és ezután ismét magánorvosként praktizált.
Pályafutása során élénk közéleti tevékenységet fejtett ki. 1880-tól a Borsod-Miskolci Orvos-Gyógyszerész Egyesület titkára, majd haláláig elnöke volt. 1887 és 1907 között az evangélikus iskolaszék elnöke, 1907-től az állami népiskolák gondnokságának elnöke volt. 1892-től az Erzsébet fürdő igazgatósági tagja volt, 1902-től pedig ellátta a Miskolci Daláregylet elnöki funkcióját. 1903-tól a Miskolci Takarékpénztár igazgatósági tagja, 1904-től a Tiszai evangélikus egyházkerület pénzügyi bizottságának alelnöke, 1907-től a Miskolci Polgáregylet elnöke volt.
1880-ban nősült meg, felesége Radványi Regina (1865–?) volt. Három fiúgyermekük született: István (dr. Markó István, 1882–1965), Dezső Pál (dr. Markó Dezső Pál, 1896–1966), Lénárd (?). Házuk a Városház téren állt. 1883-ban a 16. számú ház homlokzatának „szépészeti okok" miatti átalakításához kért és kapott engedélyt a városi tanácstól. Az építészeti terveket maga készítette. A szomszédos, 18. számú ház az apjáé, Markó Pálé volt.

## Főbb művei
- A kolera és védekezésünk. Miskolc, 1892
- Ezópusi mesék, Miskolc, 1899
- Első adakozások a Kossuth-szoborra. Borsodmegyei Lapok, 1894. április 20.
- Szabályozzuk a Pecét. Borsodmegyei Lapok, 1895. március 15.